# 2025年瓜地馬拉市公車墜落事故
2025年瓜地馬拉市公車墜落事故發生於當地時間2月10日凌晨，一輛公車從橋上墜入危地馬拉瓜地馬拉市拉斯瓦卡斯河，造成至少56人死亡(52人當場死亡;4人送往醫院後傷重不治)，9人受傷。危地马拉总统宣布全国哀悼三天。